# Saison des marches nord-irlandaises
 (juillet 2008).
Si vous disposez d'ouvrages ou d'articles de référence ou si vous connaissez des sites web de qualité traitant du thème abordé ici, merci de compléter l'article en donnant les références utiles à sa vérifiabilité et en les liant à la section « Notes et références ».
La saison des marches nord-irlandaises désigne la période des mois depuis d’avril à août, pendant laquelle a lieu de nombreuses marches en Irlande du Nord. Les groupes principaux qui défilent sont le plus souvent affiliés à l’Ordre d'Orange, dans une moindre mesure, à l'association des Apprentice Boys of Derry ou au Royal Black Institute. Ces marches sont l'objet de controverses récurrentes et sont considérées comme sectaires par les nationalistes d'Irlande du Nord, alors que les protestants estiment qu'elles font partie de leur culture et de leurs traditions.